# حسين رحيمي
حسين رحيمي (4 فبراير 2002) هو لاعب كرة قدم مغربي محترف يلعب كمهاجم لنادي العين الإماراتي، خريج مدرسة فريق الرجاء الرياضي. وهو شقيق لاعب الرجاء السابق ولاعب المغرب الحالي سفيان رحيمي.

## النشأة
ولد حسين رحيمي في 4 فبراير 2002، وهو الابن الأصغر لمحمد رحيمي، المشهور بكونه رجل المعدات الرئيسي لنادي الرجاء الرياضي خلال أكثر من 40 عامًا.

## مسيرته الكروية
مثل شقيقيه الأكبر منه، انضم إلى أكاديمية النادي في سن مبكرة وبدأ اللعب مع فريق تحت 23 عامًا في عام 2019. في 16 فبراير 2021، وقع عقدًا مدته خمس سنوات (حتى 2026) في نفس الوقت مع شقيقه سفيان قبل الانضمام إلى تدريبات الفريق الأول. في 10 سبتمبر 2021، خاض أول مباراة احترافية له تحت قيادة لسعد الشابي ضد يوسفية برشيد وسجل هدف الفوز (0-1). في 17 أكتوبر، سجل هدف الافتتاح في مرمى فريق إل بي آر سي أويلييه خلال الجولة الثانية من دوري أبطال أوروبا (2-0). أصبح أصغر هداف في تاريخ النادي في دوري أبطال أوروبا بعمر 19 عامًا و8 أشهر. في 11 يناير 2022، انضم إلى فريق سريع وادي زم على سبيل الإعارة حتى نهاية الموسم. في 15 فبراير 2022، لعب أول مباراة له ضد الوداد (هزيمة 2-0). وفي نهاية الموسم عاد إلى ناديه. في 28 يوليو 2023، لعب أول مباراة له في كأس العرب للأندية الأبطال ضد شباب بلوزداد. وبعد ثلاثة أيام، سجل الهدف الأول أمام نادي الكويت في الفوز 2-0 مما أهل الرجاء الرياضي إلى ربع النهائي.

### مهنة دولية
في 26 يوليو 2021، تلقى أول استدعاء له مع منتخب المغرب تحت 21 سنة للمعسكر التحضيري. وفي أكتوبر 2021، ظهر في قائمة هشام الدميعي للمعسكر بالمركز الرياضي المعمورة بسلا من 4 إلى 12. وفي 21 ديسمبر 2022، تلقى أول استدعاء من الحسين عموتة لمنتخب المغرب أ لمباراة ودية ضد السنغال أ، في إطار الاستعدادات لبطولة الأمم الإفريقية 2022 في الجزائر. وبسبب التوترات السياسية مع السلطات الجزائرية التي رفضت السماح للفريق بالقيام برحلة مباشرة من الرباط إلى قسنطينة عبر شركة الطيران الملكية المغربية، الشركة الراعية، لم يستطيع النادي الحفاظ على لقبه الثاني.

## الإنجازات
- هداف الدوري المغربي لكرة القدم: 2024–25[16]

## روابط خارجية
- حسين رحيمي على موقع قاعدة بيانات كرة القدم.إي يو (الإنجليزية)